# Pompadour-kotinga
A Pompadour-kotinga (Xipholena punicea) a madarak (Aves) osztályának verébalakúak (Passeriformes) rendjébe, ezen belül a kotingafélék (Cotingidae) családjába tartozó faj.

## Rendszerezése
A fajt Peter Simon Pallas német zoológus írta le 1764-ben, még a rigófélék (Turdidae) családjába tartozó Turdus nembe Turdus puniceus néven.

## Előfordulása
Dél-Amerikában, Bolívia, Brazília, Kolumbia, Ecuador, Francia Guyana, Guyana, Peru, Suriname és Venezuela területén honos. A természetes élőhelye a szubtrópusi vagy trópusi síkvidéki és hegyi esőerdők, valamint mocsári erdők. Állandó, nem vonuló faj.

## Megjelenése
A fej-testhossza 20 centiméter, testtömege 58-76 gramm. A hím tollazatának színe borvörös; fehér részekkel a szárnyakon. A tojó színe szürke; szárnyainak egyes tollai fehéren szegélyezettek. A szemei fehéresek.

## Életmódja
Gyümölcsökkel és néha  rovarokkal táplálkozik.